# 精准农业
精確农业（precision agriculture），指的是利用電腦來嚴格制定栽培模式的一種農業手段或農業產業，以非常細微的數字管控為賣點。精確农业研究的目标是为整个农场管理定义一个决策支持系统（DSS），目的是在保留资源的同时优化投入回报。

## 名稱
別稱較多，又可稱作精緻農業（Agriculture de précision）、精密農業（precisielandbouw）、精確农作（precision farming）、定点作物管理（Site－specific crop management）等，常見於以色列、法國、荷蘭、美國、日本等國家。

## 组成
精准农业作物生产过程中的决策是基于各类在田间获取的定点数据。采用全球卫星定位系统（GPS）、地理信息系统（GIS）、遥感技术（Remote Sensing）、决策支持系统（DSS）以及变量（撒布）技术（VRT）的精准农业系统一般可以分成三大组成部分：
- 田间数据采集；
- 数据处理及处方决策；
- 按处方变量撒布（喷洒）

使用精准农业系统，可以根據不同的植物，在施用种子、化肥、农药或灌溉时給予正面意見，对于“多少、哪里、何时？”都能给出極度精确的答案，並要求操作者嚴格執行。

## 优点
使用精准农业系统可望提高生产效率
- 同样投入，提高产量
- 同样产量，减少投入
- 减少投入，提高产量

## 现状
目前在发达国家精准农业（及设备）生产已经初具规模。由于精准农业生产会增加技术与设备费用，人们目前对于现有精准农业系统在实际的生产中的投入与回报问题尚有讨论。但是，不争的事实是：实施精准农业可以提高田间作业的生产效率，减少农业对环境的污染。